# Frank King (écrivain)
Pour les articles homonymes, voir Frank King et King.
Frank King, né à Halifax, Yorkshire de l'Ouest, en 1892, et décédé dans la même ville le 3 décembre 1958, est un auteur britannique de plusieurs romans policiers et fantastiques. Il a également publié trois titres sous le pseudonyme de Clive Conrad.

## Biographie
Il naît dans une famille qui, depuis trois générations, œuvre dans le monde de l’imprimerie et de l’édition. Son père, Franz King sénior, est propriétaire de quelques librairies. Quant à Frank King junior, il fait des études de médecine à l’université de Leeds et obtient son diplôme en 1914. L’année suivante, il épouse Annie Naylor et sert dans l’armée en Égypte et au Moyen-Orient pendant la Première Guerre mondiale. À la fin du conflit, il ouvre un cabinet de consultation sur Rhodes Street dans sa ville natale de Halifax.
En marge de ses activités professionnelles, il amorce en 1924 une carrière littéraire avec la publication de Miriam of the Moorland, un thriller anglais. Dès le livre suivant, il donne un récit fantastique, Terror at Straups House, puis il verse dans le roman d’horreur avec The Ghoul (1928), qui rencontre un immense succès et connaîtra deux adaptations cinématographiques. Ce succès rend son nom célèbre et il est très sollicité par les directeurs de magazines pour produire des nouvelles. Tout en continuant dans la veine du fantastique macabre, il aborde aussi la littérature policière où ses connaissances en toxicologie lui sont fort utiles. Il fait paraître d’abord des nouvelles, écrit aussi quelques pièces policières, en collaboration avec Leonard J. Hines, puis s'attaque au roman dès 1936 avec la série des quelque vingt enquêtes du détective privé londonien Clive Conrad, surnommé le Dormouse (littéralement : le loir), en raison de sa nonchalance et de sa propension à respecter la loi du moindre effort. Le succès immédiat du Dormouse, personnage singulier s'il en est, permet bientôt au Dr Frank King de délaisser la pratique médicale pour se consacrer entièrement à l’écriture.
Il a également écrit quelques ayant pour héros l'inspecteur Gloom.
Il est l’un des membres fondateurs de la Crime Writers' Association.

## Œuvre

### Romans

#### SérieClive Dormouse Conrad
- Enter for the Dormouse (1936)
- The Dormouse Undertaker (1937)
- The Dormouse Has Nine Lives (1938)
- The Dormouse Peacemaker (1938)
- Dough for the Dormouse (1939)
- This Doll is Dangerous (1940)
- They Vanish at Night (1942)
- What Price Doubloons (1942)
- Crooks’ Cross (1943)
- Gestapo Dormouse (1944)
- Sinister Light (1946)
- Catastrophe Club (1947)
- Operation Halter (1948)
- Operation Honeymoon (1950) Publié en français sous le titre Étrange Lune de miel, Paris, Librairie des Champs-Élysées, Le Masque no 477, 1954
- The Case of the Strange Beauties (1952)
- Big Blackmail (1954)
- Crooks’ Caravan (1955)
- The Empty Flat (1957)
- The Two Who Talked (1958)
- That Charming Crook (1958)
- The Case of the Frightened Brother (1959)

#### SérieInspecteur Gloom
- The Case of the Painted Girl (1932)
- The Case of the Vanishing Artist (1956) Publié en français sous le titre Le peintre a disparu, Paris, Librairie des Champs-Élysées, Le Masque no 590, 1957

#### Autres romans
- Miriam of the Moorland (1924)
- Terror at Straups House (1927)
- The Ghoul (1928)
- Greenface (1929)
- The Owl (1930)
- Night at Krumlin Castle (1932)
- Green Gold (1933)
- The House of Sleep (1934)
- Mr Balkram’s Band (1934)
- Dictator of Death (1935)
- The Smiling Mask (1936)
- The Midnight Sleep (1941)
- Candidates for Murder (1945)
- Death of a Halo (1950) Publié en français sous le titre L’Auréole brisée, Paris, Librairie des Champs-Élysées, Le Masque no 441, 1953
- Death of a Cloven Hoof (1951) Publié en français sous le titre Un maître chanteur, Paris, Librairie des Champs-Élysées, Le Masque no 469, 1954
- Death Changes His Mind (1953) Publié en français sous le titre Tel est pris..., Paris, Librairie des Champs-Élysées, Le Masque no 506, 1955
- Only Half the Doctor Died (1954) Publié en français sous le titre Allô ! docteur Burton ?, Paris, Librairie des Champs-Élysées, Le Masque no 521, 1955

#### Romans signés Clive Conrad
- There Was a Little Man (1948)
- Money’s Worth of Murder (1949)
- The Crime of His Life (1951)

#### Roman de littérature d’enfance et de jeunesse
- The Menace of X (s.d.)

### Théâtre
- Fire of Vanity (1930), en collaboration avec Leonard J. Hines
- These Things Shall Be (1931), en collaboration avec Leonard J. Hines
- Arrow by Day (1931), en collaboration avec Leonard J. Hines
- Tusitala (1934), en collaboration avec Leonard J. Hines
- White Line (1934), en collaboration avec Leonard J. Hines

### Recueil de nouvelles
- Molly on the Spot (1940)

### Nouvelles

#### SérieMolly O’Rourke
- Mr. Bodger’s Second Wife (1936)
- The Ungrammatical Clue (1936)
- S.O.S. Farmery (1936)
- The Hospital Murder (1936)
- What the Eye Doesn’t See (1936)
- Mystery of the Flying Trapeze (1936)
- Bad Deal in Diamonds (1937)
- Double or Quit (1937)
- Chinese Art (1937)
- Death from the Past (1937)
- To Catch a Thief (1937)
- Bagging the Big “Pool” Prize (1938)
- The Whispering Woman (1938)
- Bullet Proof (1938)
- Smoke a Mary Jane (1938)
- Hit and Run (1939)
- Kiss and Make Up (1939)
- Summer Swallow (1939)
- Sweet Repose (1940)
- Public Enemies (1940)
- Lucky Brake (1940)

#### SérieFrankie Leybrun
- In a Miner Key (1937)
- Thanks to Frankie (1938)
- The Hanging Scarf Mystery (1938)
- Inside Dope (1938)
- Knock-Out at Midnight (1938)
- Radio Kidnap (1939)
- The Greater Fear (1939)
- The 21 Club (1939)
- Air Male (1940)
- Birds of Passage (1940)

#### Autres nouvelles
- Freddie’s a Fool! (1928)
- The End of Lanford Holt (1928)
- Blue Water (1928)
- An Innocent at Home (1929)
- The Missing Curator (1929)
- On Record (1929)
- The Man in the Blue Suit (1929)
- The Royston-Rice Diamonds (1930)
- Red Eye (1930)
- The Cabinet of Ling Fu (1930)
- The Traverne Ghost (1931)
- Shadows (1931)
- Exit (1931)
- Double Stains (1931)
- The Bait (1931)
- The Grimmer Plot (1932)
- Forty-Five (1932)
- Double Alibi (1934)
- The Sheldrake Diamonds (1934)
- Once a Year (1934)
- The Face from the Past (1935)
- Why Pendered Grinned (1935)
- Planned by a Spy (1936)
- The Secret of the Seven Pillars (1936)
- The Absence of Mary Brantwood (1936)
- Crime in Miniature (1937)
- Thirty Thousand Kisses (1938)
- Hand of Glory (1947)
- Eyes Right Was Wrong (1948)

### Autre publication
- Cagliostro. The Last of the Sorcerers: a Portrait (1948)

### Adaptations
- 1933 : Le Fantôme vivant (The Ghoul) de T. Hayes Hunter, d’après le roman éponyme, avec Boris Karloff, Cedric Hardwicke et Ernest Thesiger.
- 1952 : Death of an Angel (it) de Charles Saunders, d’après la pièce homonyme, avec Patrick Barr, Jane Baxter et Julie Somers.
- 1961 : What a Carve Up ! (en) de Pat Jackson, d’après le roman The Ghoul, avec Sid James, Kenneth Connor (en) et Donald Pleasence.

## Sources
- Jacques Baudou et Jean-Jacques Schleret, Le Vrai Visage du Masque, vol. 1, Paris, Futuropolis, 1984, 476 p. (OCLC 311506692), p. 265.